# Aleksiej Sisakian
Aleksiej Norajrowicz Sisakian (ros. Алексей Норайрович Сисакян; orm. Ալեքսեյ Սիսակյան Aleksej Sisakian; ur. 14 października 1944 w Moskwie, zm. 1 maja 2010 w Larnace) – rosyjski naukowiec ormiańskiego pochodzenia.

## Lata młodości
Jego rodzice również byli naukowcami: ojciec Norajr Martirosowicz Sisakian (1907-1967) zajmował się biochemią oraz pełnił funkcję sekretarza naukowego Akademii Nauk ZSRR, a matka Warwara Petrowna Sisakian-Aleksiejewa była agrochemiczką.

## Kariera naukowa
W 1968 ukończył studia na wydziale fizyki Uniwersytetu Moskiewskiego. W 1980 na Uniwersytecie Moskiewskim został doktorem nauk fizyczno-matematycznych, a w 1986 został profesorem tej uczelni. 
W 1968 rozpoczął pracę w laboratorium fizyki teoretycznej Zjednoczonego Instytutu Badań Jądrowych (JINR). W latach 1978–1989 był kierownikiem pracowni w tym laboratorium. W latach 1989–2005 pełnił funkcję wiceprezesa JINR, a od 2006 do śmierci był jego prezesem. Od 1992 był członkiem Rosyjskiej Akademii Nauk.

## Ostatnie lata życia
Zmarł 1 maja 2010 na zawał serca podczas wakacji na Cyprze. 7 maja 2010 został pochowany na Cmentarzu Trojekurowskim w Moskwie.

## Wyróżnienia
Odznaczony Orderem Honoru i Orderem Przyjaźni.

## Życie prywatne
Był dwukrotnie żonaty. Z pierwszą żoną miał córkę Annę, zamordowaną w 1986 podczas włamania do mieszkania rodziny. Niedługo po zdarzeniu małżeństwo zakończyło się. Po pewnym czasie ożenił się z Nataszą, z którą miał córkę Anastasiję.